# Motore Renault Type G
Il motore Type G è un motore diesel prodotto dal 1995 al 2010 dalla casa automobilistica francese Renault.

## Caratteristiche e versioni
Questa famiglia di motori a gasolio ha debuttato per affiancare e in seguito sostituire l'unità J8S da 2.1 litri, già utilizzata su modelli Renault di fascia alta e medio-alta. Le caratteristiche di tale nuova famiglia sono:
- basamento in ghisa;
- testata in lega di alluminio;
- architettura a 4 cilindri in linea;
- albero a gomiti su 5 supporti di banco.

È stato prodotto in due livelli di cilindrata, e in differenti configurazioni tecniche, dalle prime varianti aspirate ai più moderni bialbero turbodiesel common rail. 

Di seguito sono illustrate le caratteristiche di ogni configurazione.

### Type G8T: 2.2 litri iniezione indiretta
Le prime due versioni sono entrambe caratterizzate dall'alimentazione a iniezione indiretta di tipo meccanico mediante pompa rotativa.

#### Versione aspirata
La versione aspirata del motore G8T ha debuttato nel luglio del 1995. Era caratterizzata, oltre che dall'assenza di un dispositivo di sovralimentazione, anche dalla distribuzione monoalbero in testa a tre valvole per cilindro (due di aspirazione e una di scarico). Entrambi i collettori (sia di aspirazione che scarico) erano in ghisa. Le sue misure di alesaggio e corsa erano di 87x92 mm, per una cilindrata totale di 2188 cm³. È stato la base per i futuri 2.2 Renault della stessa famiglia. Il rapporto di compressione di questa unità motrice era di 23:1, la potenza massima raggiungeva 83 CV a 4500 giri/min e la coppia massima era di 142 Nm a 2250 giri/min.

#### Versione sovralimentata
La versione sovralimentata del motore G8T si avvale di un turbocompressore Garrett T25 con intercooler aria/aria. Il turbocompressore lavora in questo motore a una pressione di sovralimentazione di 0.76 bar. Per ottenere un buon rendimento termico, sono state però necessarie altre modifiche. Ed ecco che allora è stato in primo luogo abbassato il rapporto di compressione da 23 a 22:1 ed è stato montato un collettore di scarico in acciaio, materiale che garantisce una maggior resistenza alle alte sollecitazioni termiche cui il collettore stesso è sottoposto. Anche il circuito di raffreddamento ha subito aggiornamenti, grazie a nuovi condotti per l'acqua. e ancora, è stata montata una nuova guarnizione per la testata, mentre nella parte inferiore di ogni cilindro è presente un augello che invia uno spruzzo supplementare di olio per lubrificare ulteriormente la zona di contatto tra cilindro e pistone. Inoltre, sono state montate bielle specifiche derivate dalle competizioni, in grado quindi anch'esse di sopportare enormi sollecitazioni termiche, ma anche meccaniche. Questo motore era in grado di erogare una potenza massima di 113 CV a 4300 giri/min, con una coppia massima di 234 N·m a 2000 giri/min.
Resta invariata la soluzione relativa alla distribuzione a 3 valvole per cilindro.

### Type G9T: iniezione diretta common rail
Questa versione è senza dubbio la più evoluta fra le tre da 2.2 litri e per questo motivo è stata anche la più longeva. Mentre le altre due varianti sono state eliminate nel giro di tre o quattro anni al massimo, questa versione, introdotta nel 2000, è arrivata tranquillamente fino alla fine del decennio grazie ad alcuni aggiornamenti ed evoluzioni che la hanno sempre resa una valida motorizzazione.

Prima di tutto, l'unità G9T abbandona la tradizionale soluzione dell'iniezione indiretta a favore di quella diretta, ma non solo. Quest'ultima viene declinata in chiave common rail, la tecnologia che a cavallo tra i due millenni ha rivoluzionato i motori diesel garantendo loro prestazioni sensibilmente superiori. La pressione di alimentazione all'interno del condotto comune del gasolio è di 1350 bar. Il nuovo motore è sovralimentato tramite un turbocompressore a geometria variabile con intercooler. Inoltre, la distribuzione non è più monoalbero a tre valvole per cilindro, ma monta due assi a camme cavi con quattro valvole per cilindro. Tali assi a camme sono ad azionamento misto, cioè sia a cinghia che a ingranaggi. L'albero motore, inoltre è affiancato da due contralberi di equilibratura che ne smorzano le vibrazioni in eccesso.

Questo motore è stato proposto in cinque varianti di potenza e coppia, le cui caratteristiche sono così riassumibili:
- potenza max di 90 CV a 3650 giri/min e coppia max di 260 Nm a 1500 giri/min;
- potenza max di 115 CV a 4000 giri/min e coppia max di 320 N·m a 1750 giri/min;
- potenza max di 129 CV a 4000 giri/min e coppia max di 296 N·m a 2000 giri/min;
- potenza max di 139 CV a 4000 giri/min e coppia max di 320 Nm a 1750 giri/min;
- potenza max di 150 CV a 4000 giri/min e coppia max di 320 N·m a 1750 giri/min.

### Tabella applicazioni versioni da 2.2 litri
Di seguito vengono mostrate le varie applicazioni per ogni versione descritta del 2.2 litri della serie G.
| Variante     | Rapporto di compressione | Alimentazione                                 | Potenza CV/rpm | Coppia Nm/rpm | Applicazioni                                    | Anni di produzione |
| ------------ | ------------------------ | --------------------------------------------- | -------------- | ------------- | ----------------------------------------------- | ------------------ |
| G8T aspirato | 23                       | diesel aspirato iniezione indiretta meccanica | 83/4500        | 142/2250      | Renault Laguna Mk1 2.2 diesel 12v RN/RT/RXE     | 1994-98            |
| G8T          | 22                       | Turbodiesel iniezione indiretta meccanica     | 113/4300       | 234/2000      | Renault Laguna Mk1 2.2 dT 12v                   | 1996-01            |
| G8T          | 22                       | Turbodiesel iniezione indiretta meccanica     | 113/4300       | 234/2000      | Renault Safrane 2.2 dT                          | 1996-2000          |
| G8T          | 22                       | Turbodiesel iniezione indiretta meccanica     | 113/4300       | 234/2000      | Renault Espace e Grand Espace Mk3 2.2 dT        | 1997-2000          |
| G9T          | 17,8                     | Turbodiesel iniezione diretta common rail     | 90/3650        | 260/1500      | Renault Master Mk2 2.2 dCi                      | 2000-06            |
| G9T          | 18                       | Turbodiesel iniezione diretta common rail     | 115/4000       | 320/1750      | Renault Vel Satis 2.2 dCi 115CV                 | 2001-04            |
| G9T          | 17,9                     | Turbodiesel iniezione diretta common rail     | 129/4000       | 296/2000      | Renault Espace e GrandEspace Mk3 2.2 dCi 130 CV | 2000-02            |
| G9T          | 18                       | Turbodiesel iniezione diretta common rail     | 139/4000       | 320/1750      | Renault Laguna Mk2 2.2 dCi                      | 2005-07            |
| G9T          | 18                       | Turbodiesel iniezione diretta common rail     | 139/4000       | 320/1750      | Renault Vel Satis 2.2 dCi                       | 2004-09            |
| G9T          | 18                       | Turbodiesel iniezione diretta common rail     | 150/4000       | 320/1750      | Renault Espace e Grand Espace 2.2 dCi           | 2002-07            |
| G9T          | 18                       | Turbodiesel iniezione diretta common rail     | 150/4000       | 320/1750      | Renault Laguna Mk2 2.2 dCi                      | 2000-07            |
| G9T          | 18                       | Turbodiesel iniezione diretta common rail     | 150/4000       | 320/1750      | Renault Vel Satis 2.2 dCi 150 CV                | 2002-06            |
| G9T          | 18                       | Turbodiesel iniezione diretta common rail     | 150/4000       | 320/1750      | Renault Avantime 2.2 dCi                        | 2002-03            |

### Type G9U: 2.5 litri
Nel 2001, assieme al 2.2 litri common rail, è stata introdotta la seconda versione appartenente alla famiglia G. Tale versione è stata ottenuta modificando sia l'alesaggio che la corsa, passati a 89x99 mm, per una cilindrata totale di 2463 cc. Anche questo motore monta la tecnologia common rail, ed è caratterizzato dalla distribuzione bialbero a 4 valvole per cilindro. Con un rapporto di compressione pari a 17.8:1, la potenza massima è compresa tra i 100 e i 150 CV a seconda di quale delle quattro varianti si stia considerando. Questo motore è stato montato prevalentemente su veicoli commerciali della Casa francese e non solo, poiché da un accordo con il gruppo statunitense General Motors e dall'alleanza con la giapponese Nissan i veicoli commerciali leggeri sono stati commercializzati anche con i marchi Opel, Vauxhall e Nissan. In definitiva, le principali applicazioni di tale motore sono state:
- Renault Master Mk2 2.5 dCi (2001-02);
- Renault Master Mk3 2.5 dCi (2002-10);
- Opel Movano Mk1 2.5 dCi (2001-02);
- Opel Movano Mk2 2.5 dCi (2002-10);
- Nissan Interstar Mk1 2.5 dCi (2001-02);
- Nissan Interstar Mk2 2.5 dCi (2002-10).